# Bernabò Visconti

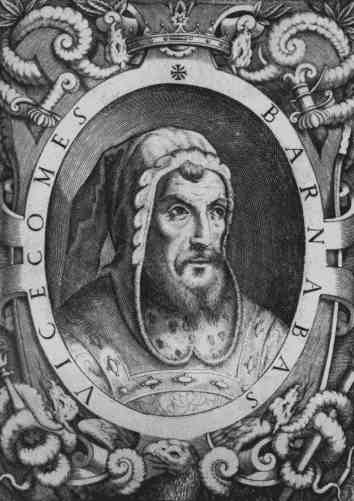
Porträt des Bernabò Visconti auf einem Kupferstich eines unbekannten Kupferstechers aus dem 18. Jahrhundert

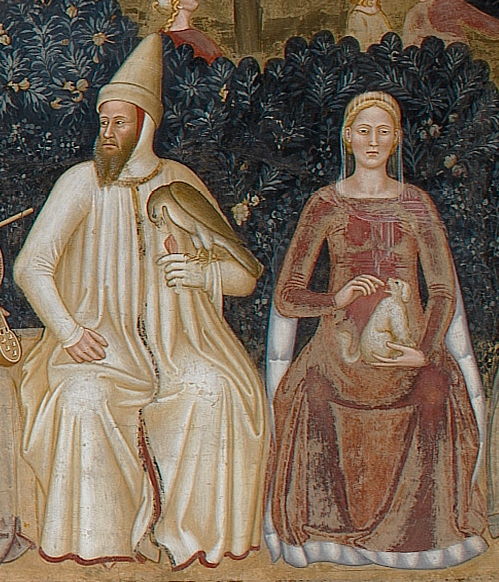
Barnabò Visconti mit seiner Ehefrau Beatrice Regina della Scala, Ausschnitt eines Freskos von Andrea di Bonaiuto aus der Cappella Spagnuolo, Santa Maria Novella, Florenz

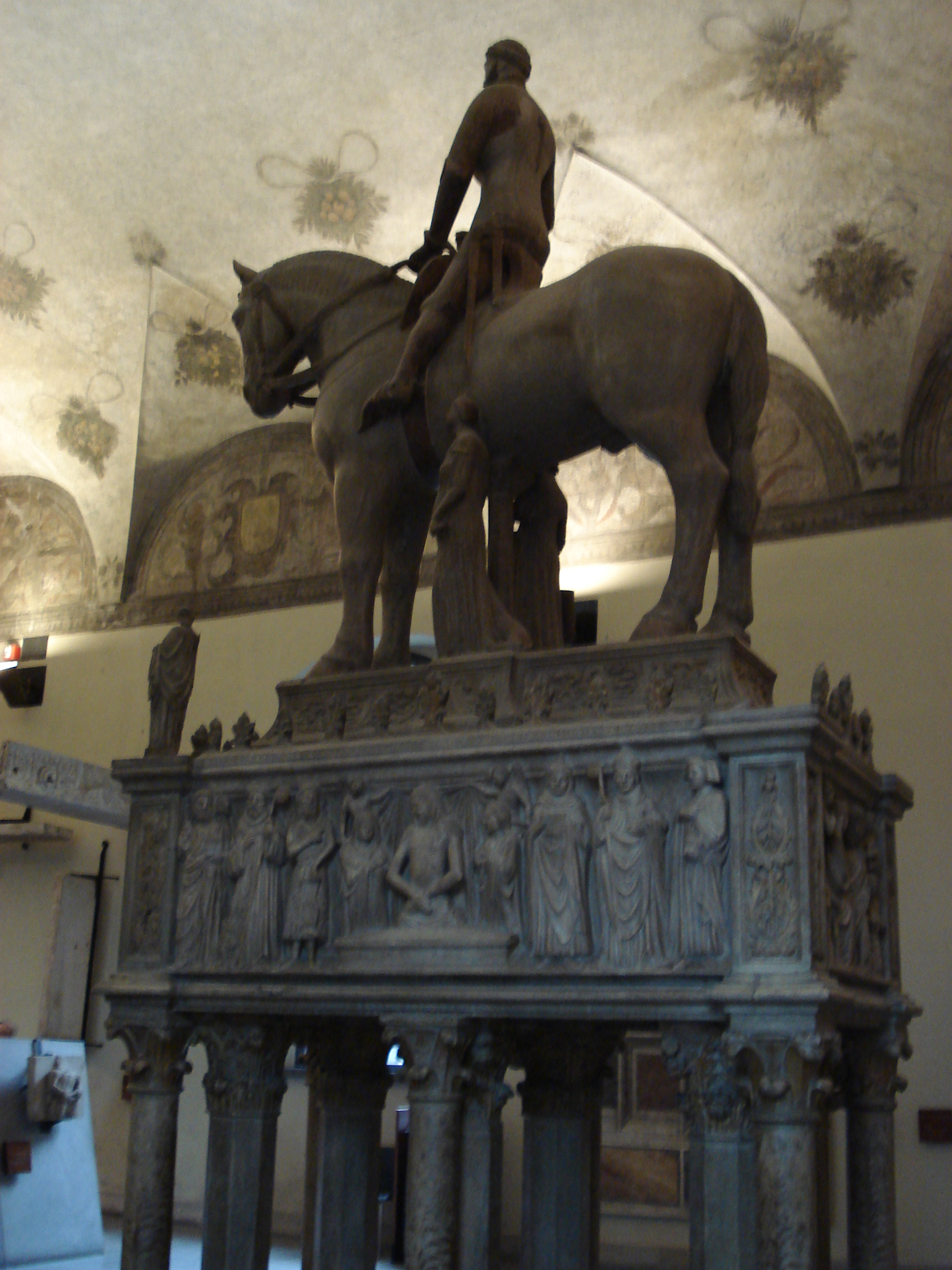
Grabmal des Bernabò Visconti, geschaffen von Bonino da Campione, Castello Sforzesco Mailand

Bernabò Visconti (* um 1323 in Mailand; † 19. Dezember 1385 in Trezzo sull’Adda) aus der Familie Visconti war der zweitgeborene Sohn des Stefano Visconti. Bei der Aufteilung des Herrschaftsgebiets der Familie nach dem Tod des Kardinals Giovanni Visconti 1354 wurde ihm die Stadt Mailand zugesprochen.

## Leben
Bernabò war permanent in Kriege verwickelt. Er kämpfte gegen die Päpste Innozenz VI. (regierte 1352–1362) und Urban V. (1362–1370), die gegen ihn zum Kreuzzug aufriefen. Er kämpfte auch gegen Kaiser Karl IV. (regierte 1346–1378), der ihn seiner Lehen für verlustig erklärte. Er bemühte sich nach dem Tod seines Bruders Galeazzo II. Visconti um die alleinige Macht im Staat, wurde aber 1385 von seinem jungen Neffen und Schwiegersohn Gian Galeazzo Visconti getötet.
Bernabò Visconti war seit 1350 mit Beatrice Regina della Scala († 18. Juni 1384) verheiratet, der Tochter des Mastino II. della Scala von Verona.
Bernabò Visconti war Vater von 15 ehelichen und 10 unehelichen Kindern. Die Ehen, die er für sie schloss, geben einen Eindruck davon, welche Macht die Visconti zu der Zeit in Italien darstellten. Aus Deutschland heirateten drei Wittelsbacher Herzöge Töchter des Bernabò, ein Herzog von Österreich aus der Familie der Habsburger und ein Graf von Württemberg. Tatsächlich sind diese Töchter des Bernabò Visconti zu einem großen Teil dafür verantwortlich zu machen, dass die Renaissance sich nach Deutschland ausbreitete. Seine unehelichen Töchter verheiratete Bernabò Visconti mit erfolgreichen und mächtigen Condottieri, so heiratete 1377 seine Tochter Donnina den Engländer John Hawkwood.
Jacob Burckhardt schildert in „Die Kultur der Renaissance in Italien“ den Charakter des Bernabò Visconti folgendermaßen: „In Bernabò meldet sich ganz unverkennbar eine Familienähnlichkeit mit den schrecklichsten römischen Imperatoren. Der wichtigste Staatszweck ist die Eberjagd des Fürsten; wer ihm darein greift, wird martervoll hingerichtet; das zitternde Volk muß ihm 5000 Jagdhunde füttern, unter der schärfsten Verantwortlichkeit für deren Wohlbefinden. Die Steuern werden mit allen denkbaren Zwangsmitteln emporgetrieben, sieben Töchter mit 100.000 Goldgulden ausgestattet und ein enormer Schatz gesammelt.“
Bernabò beauftragte den Bau der größten Einbogenbrücke der Welt, der Trezzo-Brücke.

## Nachkommen
Ehelich:
1. Taddea Visconti (* 1352; † 28. September 1381) ⚭ 13. Oktober 1364 Stephan III., Herzog von Bayern (um 1337–1413); Eltern der Königin Isabeau von Frankreich (1370–1435)
2. Marco Visconti (1353–1382) ⚭ nach 1367 Elisabeth von Bayern
3. Luigi Visconti († 1385) ⚭ 1381 Violante († 1382), Tochter des Galeazzo II. Visconti
4. Rodolfo Visconti (* 1364; † 3. Januar 1389)
5. Giovanni Mastino Visconti ⚭ Antonia della Scala
6. Carlo Visconti († 1391) ⚭ 1382 Beatrice d’Armagnac; das Paar hatte einen Sohn, Gian Carlo Visconti
7. Ettore Visconti († gefallen 1413)
8. Caterina Visconti (* um 1360; † 17. Oktober 1404) ⚭ 2. Oktober 1380 Gian Galeazzo Visconti (1351–1402), Herzog von Mailand
9. Viridis Visconti († vor dem 11. März 1414) ⚭ 22. März 1365 Leopold III., Herzog von Österreich (1351–1386)
10. Agnese Visconti († 1391) ⚭ Francesco I. Gonzaga, Markgraf von Mantua (1363–1407)
11. Valentina Visconti († 1393) ⚭ 1378 Peter II., König von Zypern († 1382)
12. Antonia Visconti († 26. März 1405) ⚭ 1380 Eberhard III., Graf von Württemberg (1364–1417)
13. Maddalena Visconti (* 1366; † 24. August 1404) ⚭ 2. September 1381 Friedrich, Herzog von Bayern (um 1339–1393)
14. Elisabetta Visconti (* 1374; † 2. Februar 1432) ⚭ Februar 1396 Ernst, Herzog von Bayern (1373–1438)
15. Lucia Visconti († 1424) ⚭ Edmund Holland, 4. Earl of Kent († 1407) (Haus Holland)

Uneheliche Kinder:
- Donnina (Mutter: Montanina de Lazzari) ⚭ John Hawkwood (Giovanni Acuto), † 1394, Söldnerführer
- Riccarda (Mutter: Catarina Freganeschi) ⚭ Bernardon de la Salle, † 1391, Söldnerführer

—Mit Donnina del Porri, nach dem Tod seiner Ehefrau 1384 in einer Zeremonie legitimiert:
1. Palamede (d. 1402)
2. Lancelloto
3. Sovrana ⚭ Giovanni da Prato
4. Ginevra ⚭ Leonardo Malaspina († 1441)
5. Enrica (* 1344) ⚭ Loterio Rusca († 1399), Bürgermeister (Podestà) von Mailand und Rat des Herzogs von Mailand, Sohn des Francesco Rusca, Reichsvikars von Como.

Mit anderen Mätressen:
—Mit Beltramola Grassi:
1. Ambrogio (1343 – in der Schlacht getötet Caprino Bergamasco, 17. August 1373), Söldnerführer und Statthalter von Pavia
2. Isotta († 1388), ⚭ 1378 Lutz Graf von Landau, Söldnerführer unter dem Namen Lucio Land († 1398)
3. Ettore († 1413), Herr von Mailand (16. Mai – 12. Juni 1412) ⚭ Margherita Infrascati

—Mit Beltramola Grassi oder Catarina Freganeschi:
1. Riccarda ⚭ Bernardon de la Salle † 1391, Söldnerführer

—Mit Montanina de Lazzari:
1. Sagramoro († 1385), Herr von Brignano, ⚭ Achiletta Marliani
2. Donnina ⚭ John Hawkwood (Giovanni Acuto), † 1394, Söldnerführer

—Mit Giovanolla Montebretto:
1. Bernarda († 1376), ⚭ Giovanni Suardi
2. Valentia, ⚭ Antonio Gentile Visconti, Herr von Belgioioso